# Atherion africanum
Atherion africanum és una espècie de peix pertanyent a la família dels aterínids.

## Descripció
- Pot arribar a fer 5,5 cm de llargària màxima (normalment, en fa 4).
- És transparent i de color blau-verd.
- La pigmentació del cap i del cos és variable.
- 5-6 espines i 10-12 radis tous a l'aleta dorsal i 1 espina i 16-17 radis tous a l'anal.[2][3][4]

## Hàbitat
És un peix marí, pelàgic-nerític i de clima tropical.

## Distribució geogràfica
Es troba a l'Índic: des de l'Índia fins a KwaZulu-Natal (Sud-àfrica).

## Observacions
És inofensiu per als humans.